# 1972 год в театре
1972 год в театре

## Яркие постановки
- 30 декабря — в БДТ премьера спектакля «Ханума», по водевилю Авксентия Цагарели, на музыку Гия Канчели. Постановщик — Георгий Товстоногов

## Знаменательные события
- На воде цюрихского озера Лука Ронкони поставлена пьеса «Кетхен из Гейльбронна, или Испытание огнём»

## Персоналии

### Родились
- 9 января — Фокина, Полина Владимировна, российская актриса театра и кино
- 11 января — Хабенский, Константин Юрьевич, российский актёр театра и кино, народный артист России
- 28 января — Карбаускис, Миндаугас, театральный режиссёр, театральный педагог
- 14 февраля — Седых, Василий Викторович, российский актёр театра и кино, хореограф
- 16 февраля — Благих, Наталья Александровна, российская актриса театра и кино, актриса московского театра «Et cetera»
- 17 февраля — Пермякова, Светлана Юрьевна, российская актриса, участница команды КВН «Парма», теле и радиоведущая
- 24 февраля — Клишин, Олег Юрьевич, российский актёр театра и кино
- 28 февраля — Хаапасало, Вилле, финский и российский актёр
- 24 марта — Толстоганова, Виктория Викторовна, российская актриса театра и кино
- 28 марта — Сёмина, Юлия Юрьевна, российская актриса театра и кино
- 31 марта — Дахненко, Максим Аркадьевич, российский актёр театра и кино
- 31 марта — Бабенко, Алёна Олеговна, советская и российская актриса театра и кино
- 18 апреля — Чусова, Нина Владимировна, российская актриса и театральный режиссёр
- 15 июля — Милованов, Константин Анатольевич, российский актёр театра и кино
- 11 декабря — Сейтаблаев, Ахтем Шевкетович, актёр, режиссёр театра и кино, сценарист, заслуженный артист Автономной Республики Крым, телеведущий

### Скончались
- 16 февраля — Пирмухамедов, Рахим (75), советский узбекский актёр театра и кино, Народный артист СССР
- 23 февраля — Ходурский, Антоний Марцельевич (68), советский актёр театра и кино, народный артист РСФСР
- 29 февраля — Жильцов, Алексей Васильевич (77), советский актёр театра и кино, театральный режиссёр, лауреат Сталинской премии первой степени, Народный артист СССР
- 22 марта — Кедров, Михаил Николаевич (78), русский советский театральный режиссёр, актёр, педагог, Народный артист СССР, лауреат четырёх Сталинских премий первой степени
- 22 июля — Конский, Григорий Григорьевич (61), театральный режиссёр, актёр и педагог, народный артист РСФСР
- 18 августа — Егорова, Любовь Николаевна (92), русская балерина и педагог, оказавшая значительное влияние на французскую балетную школу XX века
- 22 сентября — Ливанов, Борис Николаевич (68), советский актёр и режиссёр, Народный артист СССР, лауреат пяти Сталинских и Государственной премии СССР
- 23 сентября — Раевский, Иосиф Моисеевич (71), русский советский актёр, режиссёр и педагог, народный артист СССР
- 26 сентября — Еланская, Клавдия Николаевна (74), советская актриса театра и кино, народная артистка СССР, лауреат Сталинской премии первой степени
- 8 ноября — Пыжова, Ольга Ивановна (78), советская актриса театра и кино, педагог, режиссёр, заслуженный деятель искусств РСФСР, заслуженный деятель искусств Таджикской ССР, лауреат Сталинской премии третьей степени
- Ульянинский, Александр Вячеславович, русский и советский писатель, драматург.
- Дашзэвэгийн Ичинхорлоо, народная артистка Монголии.